# Wiera Kuzniecowa
Wiera Kuzniecowa (ros. Вера Кузнецова; ur. 1953) – radziecka kolarka torowa, złota medalistka mistrzostw świata.

## Kariera
Największy sukces w karierze Wiera Kuzniecowa osiągnęła w 1977 roku, kiedy podczas mistrzostw świata w San Cristóbal wywalczyła złoty medal w indywidualnym wyścigu na dochodzenie. W zawodach tych bezpośrednio wyprzedziła Holenderkę Anne Riemersma oraz Karen Strong z Kanady. Był to jedyny medal wywalczony przez Kuzniecową na międzynarodowej imprezie tej rangi. Nigdy nie wystartowała na igrzyskach olimpijskich.
Jej syn Aleksandr Rybakow również jest kolarzem.